# Isaac Sprague
Pour les articles homonymes, voir Sprague.
Isaac Sprague est un artiste autodidacte américain, spécialisé sur les paysages, la botanique et l’ornithologie, né le 5 septembre 1811 à Hingham (Massachusetts) et mort en 1895.
Il est envoyé en apprentissage auprès de son oncle, spécialisé dans la décoration de calèche et de fiacre. Sprague rencontre John James Audubon (1785-1851) en 1840, lequel admire ses illustrations d’oiseaux. En 1843, il devient l’assistant d’Audubon au cours d’une expédition ornithologique qui remonte la rivière Missouri. Sprague réalise des mesures et fait des croquis. Son journal, qu’il tient durant l’expédition, est aujourd’hui conservé au Boston Athenæum. L’oiseau pipit de Sprague (Anthus spragueii) est découvert durant ce voyage et Audubon le lui dédie en 1844. Certaines des illustrations de Sprague ont été utilisées dans les dernières œuvres d’Audubon sans que son nom y apparaisse.
En 1844, Sprague rencontre Asa Gray (1810-1888) à l’Harvard College. Durant les années suivantes, Sprague illustrera de nombreuses publications scientifiques comme l’atlas (1857) d’Asa Gray, la partie « Phanerogamia » du compte rendu de l’expédition de Charles Wilkes (1798-1877), les rapports du département de la Guerre réalisés par A. Gray et John Torrey (1796-1873), etc.
En 1960, la bibliothèque Houghton de l’université Harvard présente une sélection d’une centaine d’illustrations, de dessins et de peintures. En 2003, des œuvres de Sprague sont présentées dans l’exposition de l’Institut Hunt, American Botanical Prints of Two Centuries.

## Liste partielle des œuvres illustrées
- 1842 Botanical Text-book d’Asa Gray
- 1856 Manual of the Botany of the Northern United States d’Asa Gray, 2e édition
- 1848 White Mountain Scenery de William Oakes (1799-1848)
- 1848-1849 Genera Florae Americae Boreali-Orientalis d’Asa Gray
- 1855-1860 Reports of Explorations and Surveys, to Ascertain the Most Practicable and Economical Route for a Railroad Route from the Mississippi River to the Pacific Ocean, U. S. War Department
- 1875 Report on the Trees and Shrubs Growing Naturally in the Forests of Massachusetts, de George Barrell Emerson (1797-1881), 2e édition
- 1876-1882 Wild Flowers of America de George Lincoln Goodale (1839-1923)
- 1882 Beautiful Wild Flowers of America d’Alphaeus Baker Hervey (1839-1931)
- 1883 Flowers of Field and Forest d’Alpheus Baker Hervey
- 1883 Wayside Flowers and Ferns d’Alpheus Baker Hervey

## Source
- Emanuel D. Rudolph (1990), Isaac Sprague, 'Delineator and Naturalist', Journal of the History of Biology, 23 (1) : 91–126.